# Pozna pomlad (film)
Pozna pomlad (japonsko 晩春, Hepburn Banshun)  je japonski dramski film iz leta 1949, ki ga je režiral Jasudžiro Ozu in zanj tudi napisal scenarij skupaj z Kogom Nodo. Temelji na kratki zgodbi Chichi to musume Kazua Hirocuja. Scenarij je nastajal v času okupacije zavezniških sil in je bil podvržen njihovi cenzuri. V glavnih vlogah nastopata pogosti igralec v Ozujevih filmih Čišu Rju in Secuko Hara, za katero je to prvo sodelovanje z režiserjem od šestih. Gre za prvi film v »trilogiji Noriko« - sledita mu še filma Zgodnje poletje in Tokijska zgodba - v katerih je glavni lik mlada ženska Noriko, čeprav gre za ločene like z različnimi priimki, pa jih povezuje status samske ženske v povojni Japonski.
Film spada v žanr na zahodu znan kot šomingeki, ki prikazuje običajno dnevno življenje delavskega in srednjega razreda v sodobnih časih. Velja za prvega v režiserjevi zreli dobi in za »prototip njegovih del v 1950-tih in 1960-tih«. Zanje je značilna velika osredotočenost na zgodbe japonskih družin v povojni Japonski z enostavnimi zapleti in fotografijo s statično kamero.
Film je bil premierno prikazan 19. septembra 1949 ter se izkazal za finančno uspešnega in naletel na dobre ocene kritikov. Prejel je japonski nagradi Kinema Junpo in Mainiči. Kmalu je bil predvajan tudi v ZDA in tudi naletel na dobre ocene kritikov. Označili so ga za režiserjevo »najpopolnejše« delo, »vrhunec Ozujevega pristopa k snemanju filmov in jezika« ter »eno najnepopolnejših in najuspešnejših karakternih študij v japonski kinematografiji«. V anketi kritikov revije Sight & Sound je Britanski filmski inštitut film uvrstil na 15. mesto lestvice najboljših filmov vsej časov.

## Vloge
- Čišu Rju kot Šukiči Somija (曾宮 周吉, Somiya Shūkichi)
- Secuko Hara kot Noriko Somija (曾宮 紀子, Somiya Noriko)
- Jumedži Cukioka kot Aja Kitagawa (北川 アヤ, Kitagawa Aya)
- Haruko Sugimura kot Masa Taguchi (田口 マサ, Taguchi Masa)
- Hohi Aoki kot Kacujoši Taguchi (田口 勝義, Taguchi Katsuyoshi)
- Džun Usami kot Šuiči Hattori (服部 昌一, Hattori Shūichi)
- Kuniko Mijake kot Akiko Miva (三輪 秋子, Miwa Akiko)
- Masao Mišima kot Džo Onodera (小野寺 譲, Onodera Jō)
- Jošiko Cubouči kot Kiku Onodera (小野寺 きく, Onodera Kiku)
- Joko Kacuragi kot Misako
- Tojoko Takahaši kot Šige
- Džun Tanizaki kot Seizo Hajaši
- Koko Benisava kot lastnica čajnice